# Litsea castanea
Litsea castanea är en lagerväxtart som beskrevs av Joseph Dalton Hooker. Litsea castanea ingår i släktet Litsea och familjen lagerväxter. Inga underarter finns listade i Catalogue of Life.